# Adelodrilus bacrionis
Adelodrilus bacrionis är en ringmaskart som beskrevs av Davis 1985. Adelodrilus bacrionis ingår i släktet Adelodrilus och familjen glattmaskar. Inga underarter finns listade i Catalogue of Life.